# Liste des ducs d'Ångermanland
Depuis le XXIe siècle, un prince a été créé duc d'Ångermanland (en suédois : Hertig av Ångermanland) par le roi Charles XVI Gustave de Suède. Nominal depuis 1772.

## Liste des ducs et duchesses d'Ångermanland

### Maison Bernadotte
Sous la maison Bernadotte, un prince porte ce titre :
1. le prince Nicolas de Suède (2015), depuis sa naissance par Charles XVI Gustave.

## Armoiries

Armoiries du  prince Nicolas de Suède depuis 2015.